# Нижня Наварра

Герб Нижньої Наварри

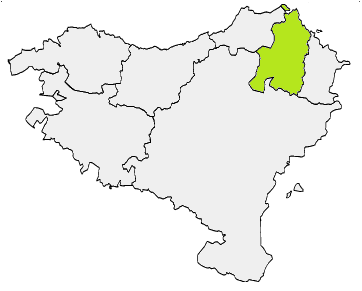
Розташування Нижньої Наварри у Басконії

Ни́жня Нава́рра (баск. Nafarroa Beherea або  баск. Baxenabarre, фр. Basse-Navarre) — історичний регіон на південному заході Франції, одна з трьох провінцій північної Країни Басків. Адміністративно Нижня Наварра є частиною департаменту Атлантичні Піренеї у регіоні Аквітанія. Нижня Наварра, разом із Верхньою Наваррою, тривалий час знаходилась у володінні наваррських королів. Столицею Нижньої Наварри було місто Сен-Жан-П'є-де-Пор (фр. Saint-Jean-Pied-de-Port, баск. Donibane Garazi) і, згодом, Сен-Пале (фр. Saint-Palais, баск. Donapaleu). На півночі провінції знаходилось невеличке суверенне князівство Бідаш (фр. principauté souveraine de Bidache).
Площа Нижньої Наварри становить 1 284 км².
Населення провінції — 30 333 осіб. Населення Нижньої Наварри, подібно до багатьох інших аграрних регіонів Франції, має тенденцію до зменшення: у 1876 році населення провінції становило 50 239 осіб, у 1926 році — 41 206 осіб, у 1975 році — 31 504 осіб).
Головними містами провінції є Сен-Пале (1 874 осіб), Сент-Етьєн-де-Байгоррі (1 602 осіб), Сен-Жан-П'є-де-Пор (1 513 осіб) і Бідаш (1 189 осіб).
Більшість жителів провінції окрім французької також володіють баскською мовою. Місцевим різновидом баскської мови є нижньонаваррський діалект.

## Географія

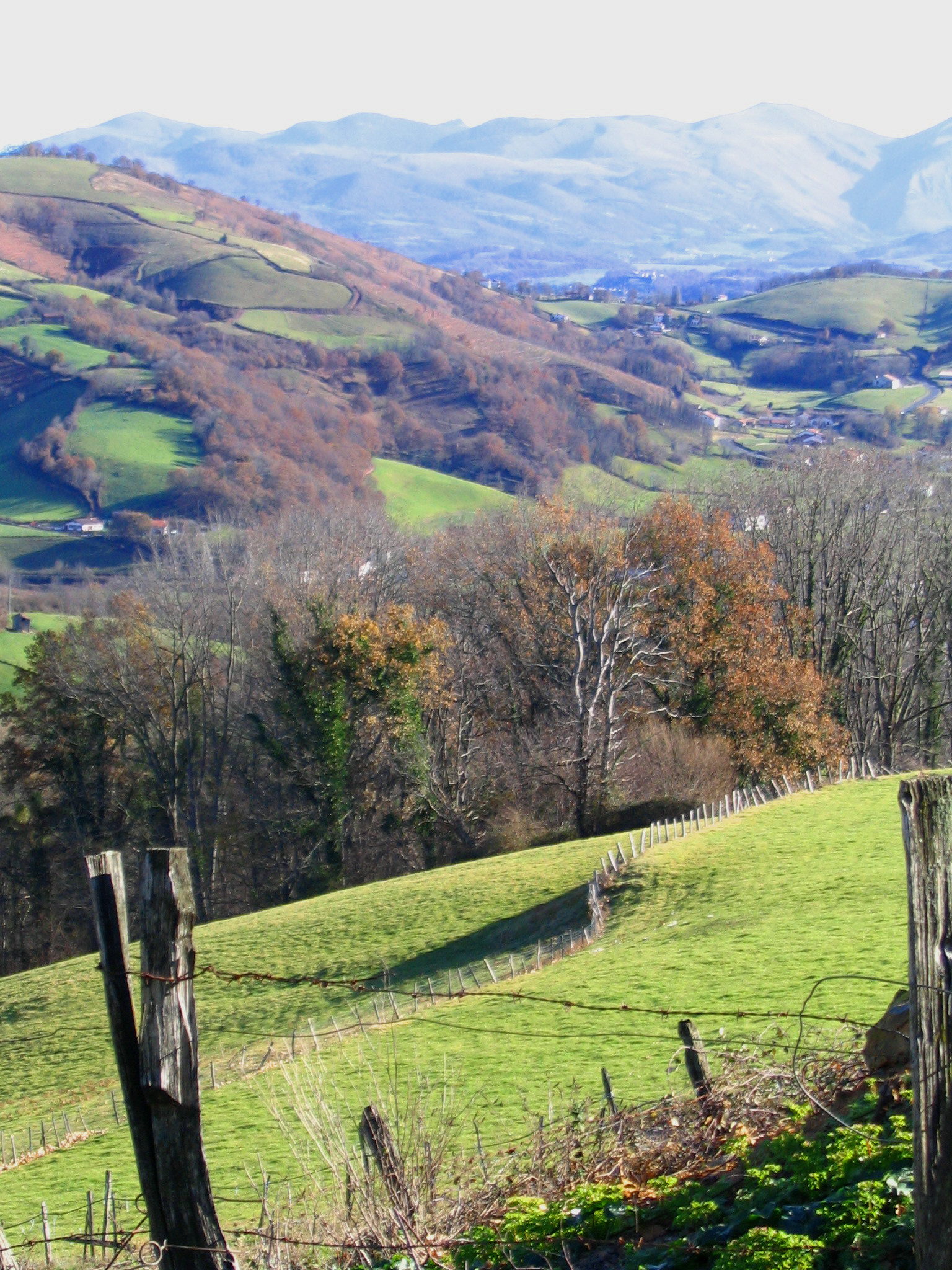
Пейзаж у Нижній Наваррі, поблизу Сент-Етьєн-де-Байгоррі

Нижня Наварра являє собою ряд долин у передгір'ї Піренеїв. Південь провінції, особливо долина Альдюд (фр. vallée des Aldudes), неподалік містечка Сент-Етьєн-де-Байгоррі відома тим, що тут добре збереглися стародавні баскські традиції, зокрема будинки з рожевого пісковика і спортивні змагання на силу і витривалість, відомі як herri kirolak баскською і force basque французькою. Південь Нижньої Наварри відомий також завдяки «винам Ірулегі» (Ірулегі — невелике село неподалік міста Сен-Жан-П'є-де-Пор).
Річка Нів (фр. Nive, баск. Errobi) бере початок у Нижній Наваррі і протікає через територію провінції на захід, впадаючи неподалік Байонни в Адур. Поблизу міста Сен-Жан-П'є-де-Пор Нів протікає долиною Оссе (фр. vallée d'Ossès), де розташовані села Оссе, Ірісаррі і Бідаррай, відомі своїми старими будинками з різьбленими одвірками. В долині річки є заповідник для рідкісної породи поні, відомої під назвою потьока (баск. pottoka).
На північ від міста Сен-Жан-де-Пор, неподалік Сен-Пале, колишньої столиці Нижньої Наварри, розташований регіон Мікс, або Амікусе (фр. pays de Mixe, баск. Amikuze). Хоч цей край і знаходиться біля Беарну, баскська культура і традиції тут сильні. На південь від Сен-Пале, у селі Остабат, сходяться три основні шляхи, якими паломники прямували до могили Святого Якова у місті Сантьяго-де-Компостела («Шлях Святого Якова»). Це паломництво у середньовіччі приносило регіону багато прибутків.
Далі Шлях Святого Якова веде через ронсевальську ущелину до Наварри, через регіон Сіз або Гарасі (фр. pays de Cize, баск. Garazi). Цей край відомий своїм сиром (moulis pur brebis) і краєвидами, у ньому розвинений агротуризм. Тут є багато неолітичних пам'ятників, зокрема дольменів і кромлехів.

## Історія
Нижня Наварра була північною частиною королівства Наварра, основна територія якого розташовувалась на південь від Піренеїв. Вона була відома під назвою Merindad de Ultrapuertos («територія по той бік гір»). Це єдиний регіон королівства Наварра, який не був захоплений у 1512 році Фердинандом II Арагонським. Жан (Хуан) III Наваррський марно намагався відвоювати Верхню Наварру. Після його смерті у 1516 році Нижня Наварра залишалася незалежним королівством під владою династії Альбре. Королями Наварри (тобто, фактично, Нижньої Наварри) були:
- Генріх (Енріке) II Наваррський (роки правління 1517—1555). Зробив у 1521 році спробу відвоювати Верхню Наварру;
- Жанна III (1555—1572). За її дорученням у 1571 році Новий Заповіт був вперше перекладений баскською мовою;
- Генріх III Наваррський (1572—1610).

Останній монарх у 1589 році успадкував французький трон від французького короля Генріха III, ставши Генріхом IV, першим королем Франції з династії Бурбонів. У 1620 році Людовик XIII офіційно приєднав Нижню Наварру до французького королівства. Тим не менше, провінція залишає назву «королівство Наварра» (фр. royaume de Navarre); відповідно французькі королі офіційно іменуються «королями Франції і Наварри» (фр. roi de France et de Navarre).